# Palaeosclerotium pusillum
Palaeosclerotium pusillum G.W. Rothwell – gatunek grzyba kopalnego z monotypowego rodzaju Palaeosclerotium G.W. Rothwell 1972.
Odkryty został w 1972 r. przez Gar. W. Rothwella w Illinois w USA w osadach górnej kredy (100–65 milionów lat temu). Gatunek ten ma ogromne znaczenie w badaniu ewolucji grzybów, ponieważ ma cechy budowy zarówno workowców Ascomycota, jak i podstawczaków Basidiomycota. Ma kuliste owocniki o średnicy około 1 mm, budową podobną do klejstotecjum workowców. Zawierają zaokrąglone struktury o średnicy około 35 µm, uważane za worki, a w nich askospory o długości 12 µm. To cechy właściwe dla workowców. Strzępki grzybni mają przegrody, a na nich sprzążki; te cechy, jak również budowa przegród (są na nich dolipory) są charakterystyczne dla podstawczaków.
Trwa debata na temat przynależności taksonomicznej. Sugerowano, że Palaeosclerotium pusillum to grzyb workowy, którego pasożytem jest podstawczak. Rolf Singer uważa, że gatunek ten należy do workowców, zbliżonych do współczesnego rzędu Eurotiales. Według innych koncepcji grzyb ten jest dikariotycznym łącznikiem pomiędzy podstawczakami a niektórymi wymarłymi formami porostów i nie można go sklasyfikować ani jako workowca, ani podstawczaka. Zauważono również, że owocniki są podobne do glonów nitkowatych i Prototaxites.